# Male Popovo, Bereg
Male Popovo (în ucraineană Мале Попово, maghiară Papitanya) este un sat în comuna Popovo din raionul Bereg, regiunea Transcarpatia, Ucraina.

## Demografie
Componența lingvistică a localității Male Popovo
     Maghiară (97,14%)
     Ucraineană (2,86%)
Conform recensământului din 2001, majoritatea populației localității Male Popovo era vorbitoare de maghiară (97,14%), existând în minoritate și vorbitori de ucraineană (2,86%).